# Round Lake (Weagamow Lake) Airport
Round Lake (Weagamow Lake) Airport är en flygplats i Kanada.   Den ligger i provinsen Ontario, i den sydöstra delen av landet, 1 400 km nordväst om huvudstaden Ottawa. Round Lake (Weagamow Lake) Airport ligger 292 meter över havet.